# Cattleya verboonenii
Cattleya verboonenii är en orkidéart som först beskrevs av Francisco E.L.de Miranda, och fick sitt nu gällande namn av Van den Berg. Cattleya verboonenii ingår i släktet Cattleya och familjen orkidéer. Inga underarter finns listade i Catalogue of Life.